# Hipolit Kopiś
Hipolit Kopiś (ur. ok. 1886 prawdopodobnie w Parczewie, zm. po 1907) – polski działacz niepodległościowy i socjalistyczny. Członek Organizacji Bojowej PPS.

## Życiorys
Wnuk powstańca styczniowego, syn Franciszka działacza PPS. Pracował jako stolarz w Parczewie. W 1905 wstąpił do Organizacji Bojowej PPS. 26 lipca 1906 z rozkazu OB miał dokonać zamachu na strażnika ziemskiego Spirydenkę w Lubartowie. Przy próbie aresztowania, zastrzelił na rynku dwóch strażników Demanienkę i Aleksa. Następnie celem wykonania zadania udał się do zarządu policji, i po upewnieniu się, który z obecnych to Spirydenko, zastrzelił go. Korzystając z zamieszania zbiegł. Otoczony przez żołnierzy, do których postanowił nie strzelać został zatrzymany. Z więzienia lubelskiego wysłał list to towarzyszy:

Do wszystkich Towarzyszów. Żegnam was, towarzysze, nadchodzi godzina mojej śmierci. Nie żałuję tego świata, bom spełnił swoją powinność. Wiem, że umieram za idee, walczyłem dokąd mogłem, a żem się siebie oddał katom, to tylko dlatego, żebym im w oczy kłuł prawdą. Śmierć katom! Niech żyje wolność! Niech żyje organizacja Bojowa!”

Po aresztowaniu, był więziony w X Pawilonie Cytadeli Warszawskiej. 1 grudnia 1907 stanął przed sądem wojennym. Przyznał się do zarzucanych mu czynów. Zażądał od sądu jako „żołnierz polskiego proletariatu”, żołnierskiej śmierci przez rozstrzelanie. Jak donosiła prasa, Kopiś oświadczył: 

„Naród polski uciemiężony w niewoli, robotnik wyzyskiwany, wolności z dobrej woli nikt mu nie da, poszedłem więc ją zdobyć. Wstąpiłem do jedynej partii, która czynem walczy, do Polskiej Partii Socjalistycznej – do bojowej jej organizacji. Otrzymałem rozkaz usunięcia Spiridenki. Dwaj strażnicy chcieli mi w tym przeszkodzić, byłem zmuszony ich zabić. Po spełnieniu rozkazu względem Spiridenki do naczelnika straży i innych osób urzędowych nie strzelałem, bom miał do wykonania ścisły rozkaz, a życiem innych ludzi sam rozporządzać nie mogłem, nie wiedząc, czy są szkodliwi, czy nie. O jedną rzecz sądu proszę. Byłem żołnierzem proletariatu polskiego, walczyłem jako żołnierz. I dlatego żądam dla siebie żołnierskiej śmierci przez rozstrzelanie”

Sąd przychylił się do tej prośby, a następnie bez wniosku oskarżonego wyrok został zamieniony na dożywotnią katorgę. Zmarł kilka lat po zsyłce na gruźlicę.
W latach II Rzeczypospolitej Kopiś był przywoływany jako jeden z bohaterów obok Stefana Okrzei, Henryka Barona czy Józefa Montwiłł-Mireckiego. Gustaw Daniłowski poświęcił mu jeden ze swych wierszy.  Wiersz pt. "Hipolit Kopiś" poświęciła mu również Maria Markowska.